# 法政大学生命科学部

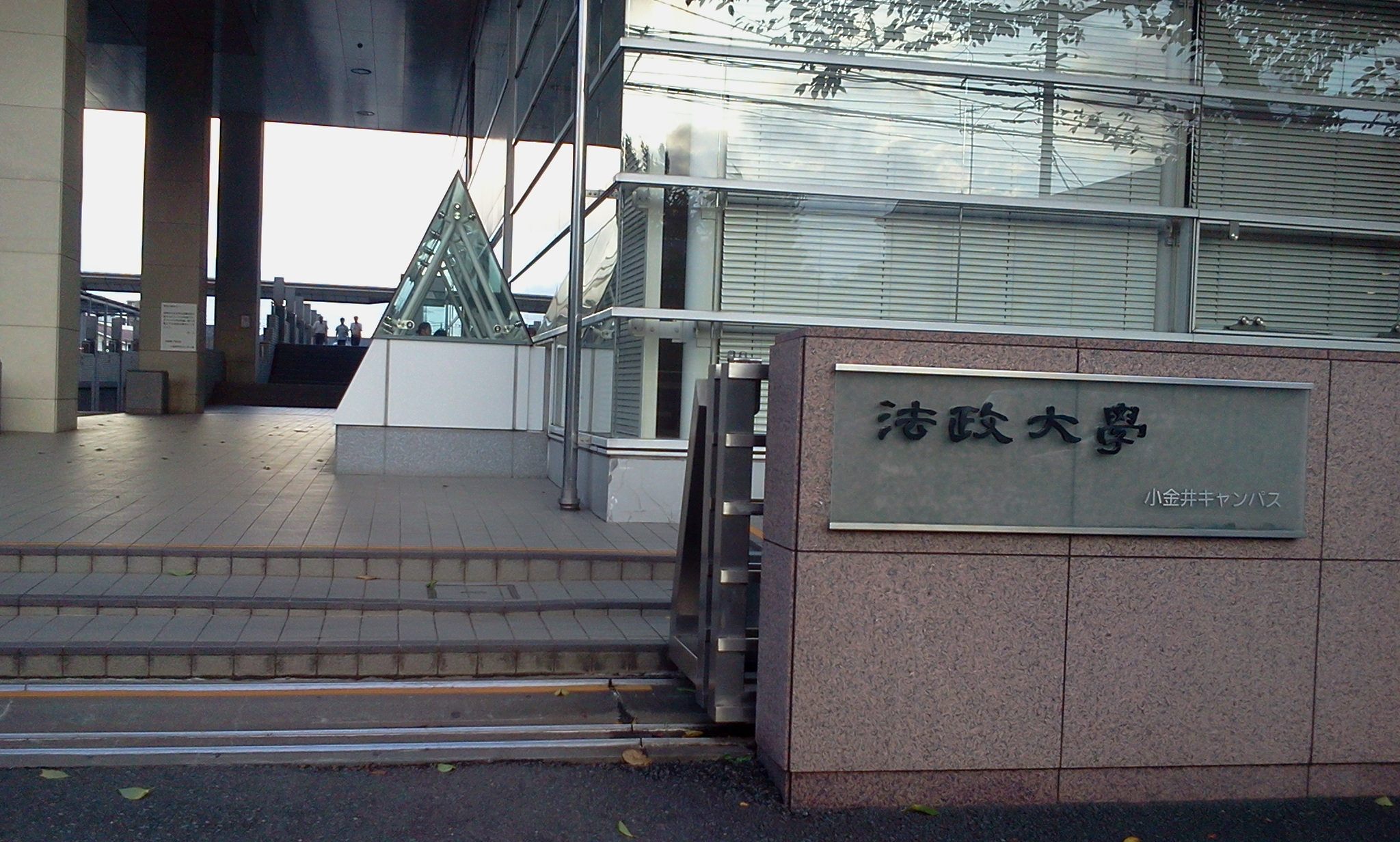
法政大学小金井キャンパス

法政大学生命科学部（ほうせいだいがくせいめいかがくぶ、Faculty of Bioscience and Applied Chemistry）は、法政大学に設置されている生命科学部。
なお、関連する大学院は理工学研究科に応用化学専攻と生命機能学専攻が設置されており、合わせて紹介する。

## 沿革
- 1950年(昭和25年) 法政大学が工学部を創設
- 1964年(昭和39年) 工学部を小金井キャンパスに移転
- 1965年(昭和40年）大学院工学研究科を創設
- 1993年(平成5年) 工学部に物質化学科を設置
- 2006年(平成18年) 工学部に生命機能学科を設置
- 2008年(平成20年) 工学部を改組。理工学部のほか、工学部の生命機能学科と物質化学科を改組、発展させて生命科学部を創設。移設した生命機能学科に生命農学専修、植物医科学専修を設置
- 2012年(平成24年) 大学院理工学研究科設置認可。工学研究科生命機能学専攻に植物医科学領域を開設
- 2013年(平成25年) 工学研究科を理工学研究科に改組。工学研究科にあった関係専攻は引き続き理工学研究科に開設
- 2014年(平成26年) 生命機能学科の植物医科学専修を応用植物科学科 植物医科学専修に発展拡充。法政大学植物医科学センターを設立

## 学部組織
生命科学部
- 生命機能学科
- 環境応用化学科
- 応用植物科学科 植物医科学専修

## 大学院
理工学研究科
- 応用化学専攻（物性化学研究分野、材料化学研究分野、化学工学研究分野、環境化学研究分野）
- 生命機能学専攻（ゲノム・タンパク質分野/細胞・生命システム分野）
  - 植物医科学領域（基盤植物医科分野/実践植物医科分野）

## キャンパス概要
〒184-8584 東京都小金井市梶野町3-7-2

## 交通アクセス
- 【JR線】 JR中央線 : 東小金井駅から徒歩約15分

- 【JR線】 JR中央線 : 東小金井駅の北口バス乗り場より「関野橋循環〔法政大学経由〕」に乗車「法政大学」下車

- 【JR線】 JR中央線 : 東小金井駅の北口バス乗り場より「本町五丁目行〔武蔵小金井駅北口経由〕」に乗車「法政大学」下車